# Stenodynerus bluethgeni
Stenodynerus bluethgeni is een vliesvleugelig insect uit de familie van de plooivleugelwespen (Vespidae). De wetenschappelijke naam van de soort is voor het eerst geldig gepubliceerd in 1971 door van der Vecht.